# 打鳥埤人工溼地

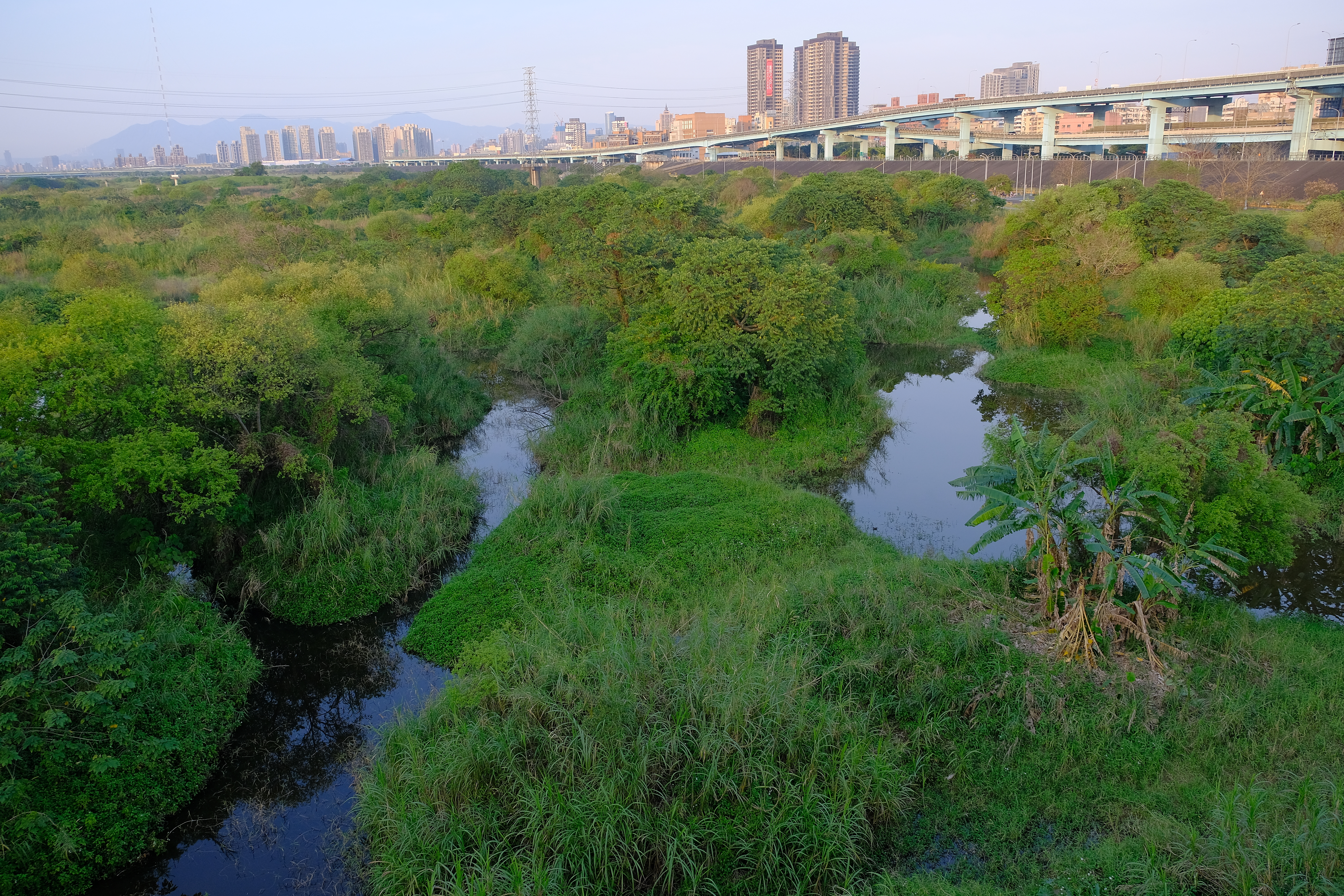
打鳥埤人工溼地

打鳥埤人工溼地（原址舊稱打鳥埤）位於台灣新北市，屬大漢溪生態廊道，為表面流式人工濕地（artificial wetlands）規劃設計。臺北縣政府引進新式淨化系統，以噴灑方式將土城抽水站所排放的汙水，引入適合生物棲息的人工溼地，使汙水能有效降低汙染並再利用。

## 地名
打鳥埤又作沛舍陂，為臺灣閩南語Phái-siá-pi的音譯，或作沛陂。根據早期板橋地政事務所核發的土地所有權狀，此地為沛舍坡段（「坡」為國語「陂」之誤）。現在打鳥埤屬於沛陂里，在土城市改制前，則稱沛陂村，土地所有權狀上的地段現也改為沛陂段。鴻海科技集團發跡於本里，總部亦緊鄰本里。

## 位置

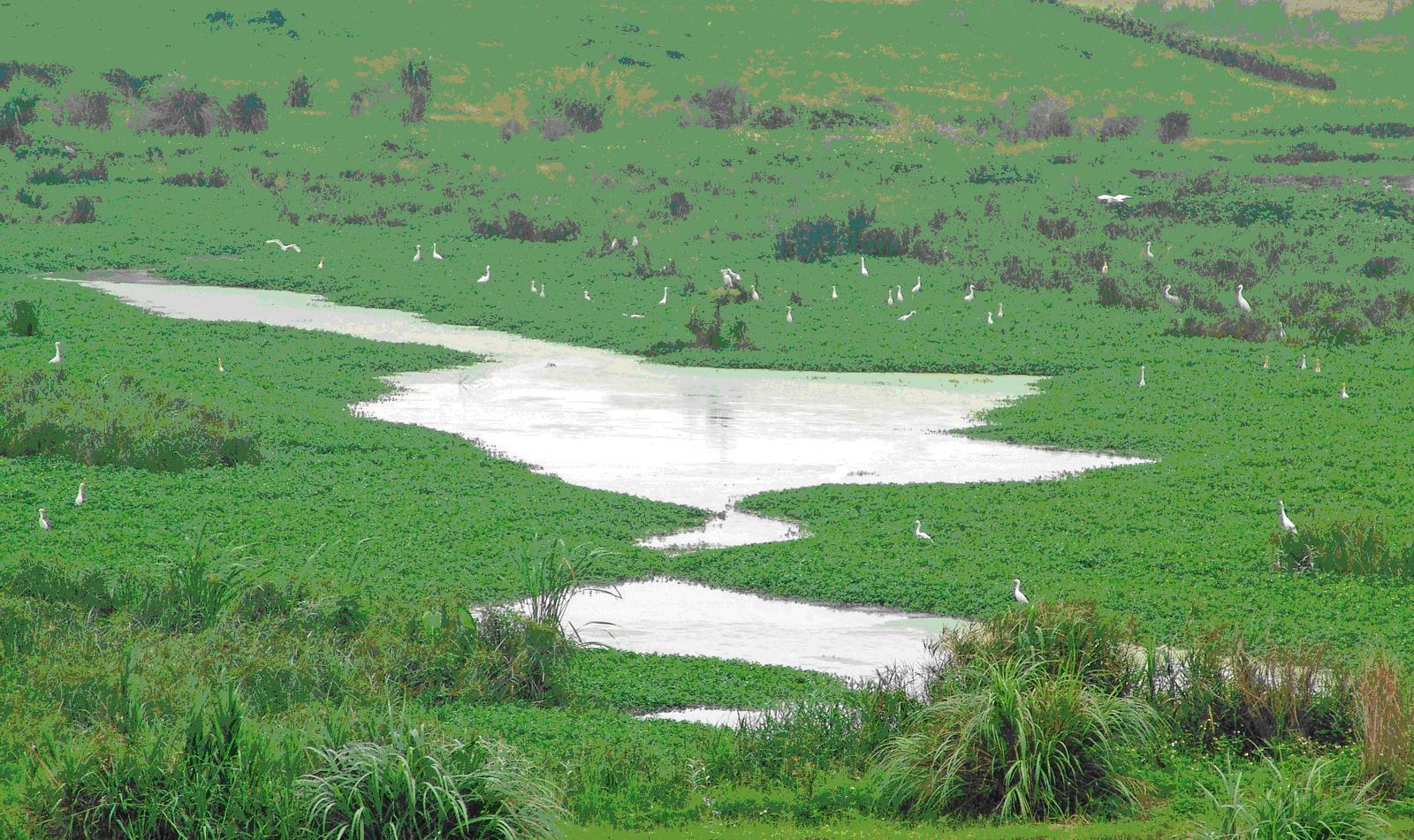
打鳥埤人工溼地

打鳥埤人工溼地位於大漢溪之城林橋東側高低灘地之間，原為垃圾掩埋場，台北縣政府從1992年起將垃圾運走，灘地整備成河濱公園。
從2003年起，開始規劃具有污水淨化功能的人工濕地。打鳥埤人工溼地土地面積13公頃，實際水域8.5公頃。
2006年10月完工，2007年初開始運行。

## 溼地設計
打鳥埤人工濕地主要引取大漢溪支流大安圳的污水進入自然淨化系統，藉著削減大安圳都市排水的污染，以改善大漢溪的水域環境。規劃設計乃表面流式人工濕地，主要以水閘門抬昇水位，通過石籠攔水堰攔除大型固體物與顆粒物質後，再進入沉澱池。后進入第一密植區，以高度覆蓋度環境的挺水性水生植物，搭配澆灌灑水提昇水中溶氧，促進硝化作用的進行。此時並利用植物的根部與葉面，加上土壤微生物，進行淨化作用。然後以第二密植區，設計開闊淺水域種植挺水性水生植物，以物理性吸附，加上過濾功能以去除水中汙染，處理後的水在流入生態池，流放至大安圳下游。
| 項目             | 基本資料                       |
| 處理水源         | 大安圳 土城抽水站              |
| 處理水量         | 11000CMD(立方米/每日)          |
| 停留時間         | 3.71日                         |
| 設計汙染去除效率 | BOD >60%, SS >60%, NH3 -H >60% |

## 效益

### 水質淨化
打鳥埤人工濕地多屬開放性表面流式人工濕地，水中多可保持良好的溶氧狀態，濕地內溶氧值介於1.6至7.1mg/L，密植區澆灌灑水方式使得平均溶氧值為3.6mg/L。在開闊水域，因藻類大量繁殖加上繁盛的光合作用，使得流出口的溶氧值提昇，介於3.3至14.9mg/L。研究顯示打鳥埤此類型的人工濕地，對烷基苯酚化合物，有良好的去除效率，能削減內分泌干擾物的潛能。

### 生態復育
人工溼地需要極大量的微生物才能對污水進行淨化，因此必須種植相當數量的水生植物，才能使溼地適合微生物的生存。打鳥埤人工溼地在密植區以水稻、芋等經濟作物進行水質淨化；水岸邊坡則大量種植水柳等木本植物，提供水鳥棲息地。
本溼地之植被樣貌以水柳、巴拉草、蘆葦、狗牙根、象草、水燭等植物為主，另外還有栽植稀有水生植物之水社柳。在2012年前半年調查中，共記錄了13 科19 種117隻次的鳥類，其中數量最多的為白頭翁，其次為褐頭鷦鶯與家燕，並記錄4種的特有亞種，分別為大卷尾、黃頭扇尾鶯、褐頭鷦鶯與白頭翁。兩棲類調查中，觀察到5 科5 種49 隻次兩棲類動物，以黑眶蟾蜍的觀察紀錄最多，也是外來入侵種斑腿樹蛙出現的區域。打鳥埤人工溼地一直都是許多鳥類喜愛的棲息環境，寬廣的水域加上豐富多樣的微環境與隱蔽空間， 讓生性機警的水鳥適合棲息躲藏。以第一密植區歷年以來，都可以發現許多小水鴨等雁鴨科鳥類在此棲息。但是溼地周圍的流浪狗問題一直存在，構成威脅此區棲息小水鴨的生存。本溼地之生態池是另一個鳥類棲息度較高的水域，隱蔽性高之特性，是花嘴鴨、小水鴨、蒼鷺、大白鷺等鳥類喜愛的環境。打鳥埤人工濕地在2007年，獲得福特環保獎優選。

## 特色
打鳥埤人工溼地之主題特色乃為賞鳥活動，每年12月至隔年3月為雁鴨觀賞期，規劃成打鳥埤溼地生態教育園區，區內由草澤、埤塘、近自然式溪流、澆灌式地表漫流、辮網流區等型態構成的處理單元，可作為良好的環境教育戶外教室，並為學術研究的優秀的觀察地點。

## 外部連結
- 新北市政府高灘地工程管理處《打鳥埤人工溼地》 （页面存档备份，存于）
- 人工濕地生態即時影像 （页面存档备份，存于）
- 北縣人工溼地 （页面存档备份，存于）
- 國家重要濕地
- 淡水河流域整治資訊網_整治策略